# Прогарска ада
Прогарска ада је шума и речно острво на Сави, у Београду.

## Положај и локација
Прогарска ада се налази у општини Сурчин у насељу Прогар, по којем је и добила име. Налази се на крајњем западу града Београда, а од његовог центра је удаљена око 37 km. Са јужне стране острва, преко реке Саве налази се општина Обреновац.

## Карактеристике подручја
Прогарска ада једно је од највећих острва на реци Сави и једно од омиљених места за риболов, купање и камповање житеља Сурчина и Обреновца. На острву постоји плажа под именом Тарзан плажа, пристаниште за чамце и јахте, као и спортско риболовни клуб.